# گوستاوو فرناندس
گوستاوو فرناندس (اسپانیایی: Gustavo Fernández‎؛ زادهٔ ۱۶ فوریهٔ ۱۹۵۲) بازیکن فوتبال اهل اروگوئه بود.
از باشگاه‌هایی که در آن بازی کرده‌است می‌توان به باشگاه فوتبال رئال مورسیا، باشگاه فوتبال سویا، و باشگاه فوتبال پنیارول اشاره کرد.
وی همچنین در تیم ملی فوتبال اروگوئه بازی کرده‌است.